# Sì 'a vita mia
Sì 'a vita mia è il primo album del cantautore italiano Natale Galletta, pubblicato nel 1979.

## Tracce

### Lato A
1. Sì 'a vita mia
2. Mare traditore
3. Chisto è ammore
4. Bella 'e mammà
5. È ffuoco 'e paglia
6. Io m'arrangio pè campà

### Lato B
1. Nun sì comme 'na vota
2. Mandulino dispettoso
3. Io 'na chitarra e ammore
4. L'ammore e 'a gelusia
5. 'A mudella napulitana
6. Nun songo cchiù drogato